# Jonas Mačiulis
Jonas Mačiulis, né le 10 février 1985 à Kaunas, dans la République socialiste soviétique de Lituanie, est un joueur lituanien de basket-ball, évoluant au poste d'ailier.

## Carrière
En juillet 2014, Mačiulis signe un contrat de deux ans avec le Real Madrid.
Le Real et Mačiulis se séparent en mars 2018. Il signe peu après un contrat avec le Lokomotiv Kouban-Krasnodar pour pallier l'absence sur blessure de Ryan Broekhoff.
En août 2018, Mačiulis rejoint l'AEK Athènes avec lequel il signe un contrat d'un an.
Au mois d'août 2020, il prolonge son contrat avec le club grec pour une saison supplémentaire. En septembre 2021, Mačiulis prend sa retraite de joueur.

### En sélection nationale
- Championnat d'Europe
  -  Médaille d'argent au Championnat d'Europe 2015
  -  Médaille d'argent au Championnat d'Europe 2013
  -  Médaille de bronze au championnat d'Europe 2009
- Championnat du monde
  -  Médaille de bronze au championnat du monde 2010

### En club
- Vainqueur de la ligue baltique 2008 (Žalgiris Kaunas)
- Champion de Lituanie 2007, 2008 (Žalgiris Kaunas)
- Vainqueur de la Coupe de Lituanie 2007, 2008 (Žalgiris Kaunas)
- Champion d'Italie 2012
- Champion de Grèce 2013, 2014
- Vainqueur de la Coupe de Grèce 2013, 2014
- Vainqueur de la Supercoupe d'Espagne 2014
- Champion d'Espagne 2015, 2016
- Vainqueur de la Coupe du Roi 2015, 2016, 2017
- Vainqueur de l'Euroligue 2015
- Vainqueur de la Coupe intercontinentale 2015